# Subaru Brat
Der Subaru Brat (auch BRAT) war ein vom japanischen Automobilhersteller Subaru von 1978 bis 1994 in zwei Generationen angebotener kleiner Pick-up auf PKW-Basis, der hauptsächlich in Nordamerika verkauft wurde. Das Wort BRAT ist ein Akronym für „Bi-drive Recreational All-terrain Transporter.“ Der BRAT basierte auf dem Subaru Leone Kombi und wurde später teilweise auch als Subaru Brumby, MV Pickup oder Shifter verkauft. Gebaut wurde er in Japan, Südafrika und Neuseeland.

## Erste Generation (1978–1981)
Der BRAT wurde 1977 in Japan auf Wunsch des Präsidenten von Subaru of America entwickelt und im darauffolgenden Jahr eingeführt, um die Nachfrage nach kleinen Pickup-Trucks in Nordamerika zu befriedigen und um mit anderen Herstellern wie Toyota, Nissan und Mazda zu konkurrieren. Das Konzept von kleinen Pickups mit PKW-Basis wurde erstmals durch Modelle wie dem Chevrolet El Camino und dem Ford Ranchero eingeführt. Weitere Konkurrenzmodelle waren auch der Dodge Rampage/Plymouth Scamp und der VW Rabbit Sporttruck (in Europa VW Caddy).

### Technik
Im Gegensatz zu den kleinen Pickups anderer Hersteller verfügten alle BRATs über Allradantrieb, da sie auf dem bestehenden Subaru Leone-Kombi entwickelt wurden. Als der Leone 1979 für das Modelljahr 1980 überarbeitet wurde, blieb der BRAT bis 1982 mit der ursprünglichen Karosserie der ersten Generation erhalten. Alle BRATs hatten Motoren der Subaru EA-Serie. Die einzig verfügbare Motorisierung beim Subaru BRAT der ersten Generation war ein 1,6-Liter-Ottomotor (EA-71) mit 65 PS (48 kW), dessen Kraft über ein Viergang-Schaltgetriebe oder wahlweise eine Dreigang-Automatik übertragen wurde.

### Bedeutung der „Jump Seats“
Obwohl der BRAT durchaus als Kleinlaster bezeichnet werden konnte, wurde er als PKW eingestuft. Die nordamerikanischen und kanadischen BRAT-Modelle waren mit Teppichböden ausgestattet, zusätzlich zu verschweißten, nach hinten gerichteten Sportsitzen („Jump Seats“) auf der Ladefläche. Diese Sitze waren ein Trick zur Zollvermeidung und dienten dazu, den als Chicken Tax bekannten Zoll zu umgehen, da die Kunststoffsitze in der Ladefläche es Subaru ermöglichten, den BRAT als PKW und nicht als Kleinlaster einzustufen. Dadurch wurden die Kosten für den Import nach Nordamerika erheblich gesenkt, da für PKW ein Einfuhrzoll von 2,5 % galt, während für leichte LKW ein wesentlich höherer Einfuhrzoll von 25 % erhoben wurde.

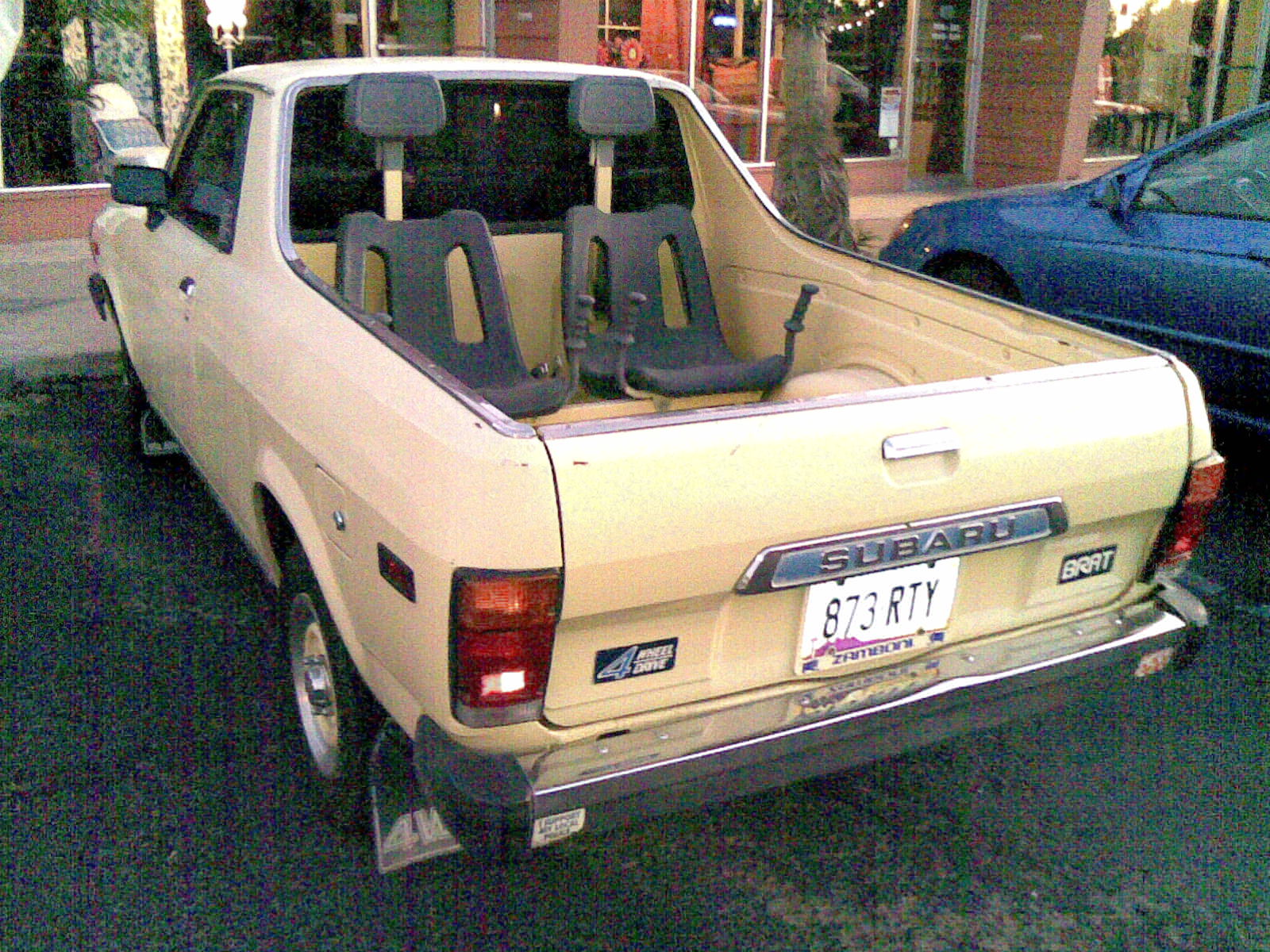
Heckansicht mit „Jump Seats“
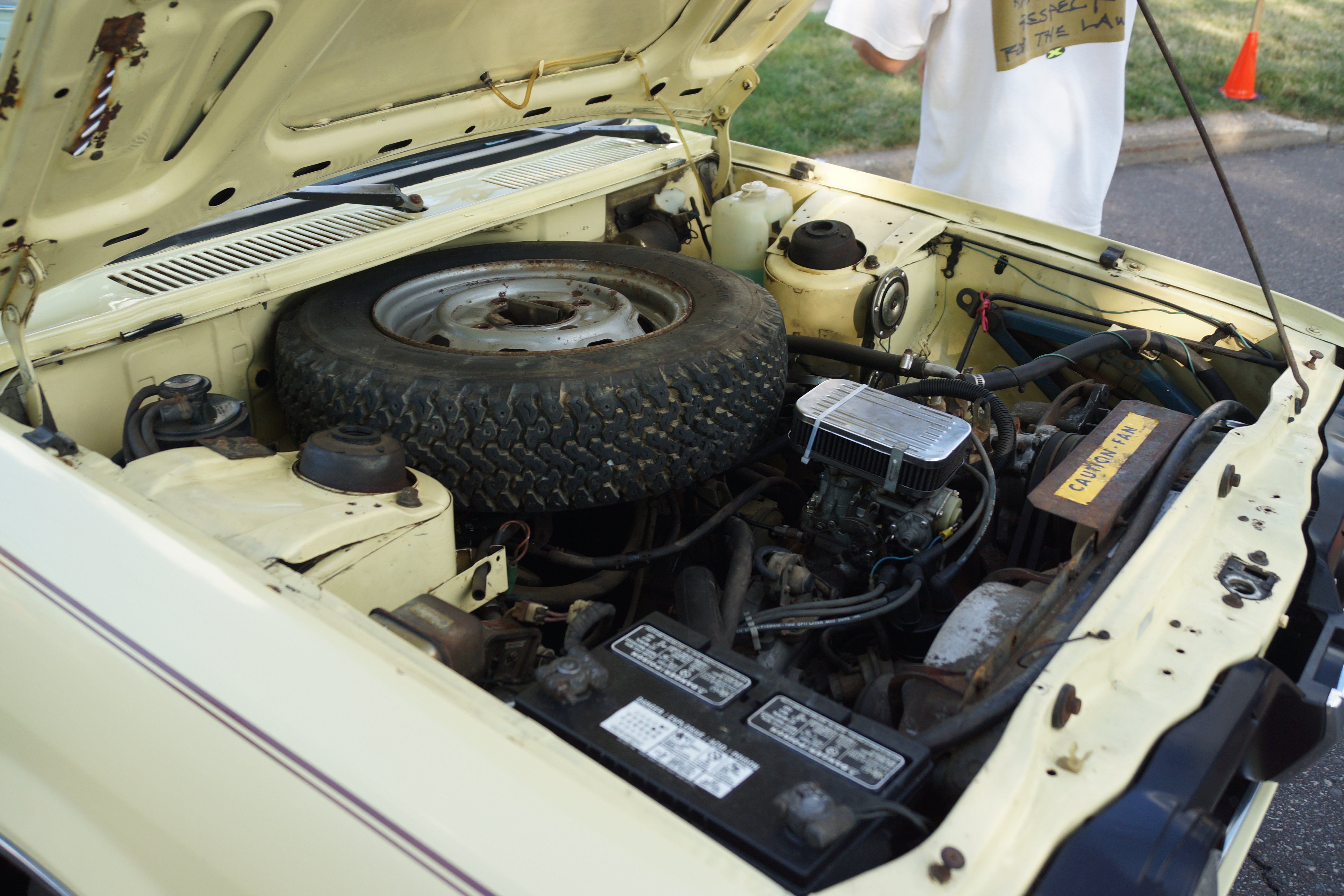
Motorraum
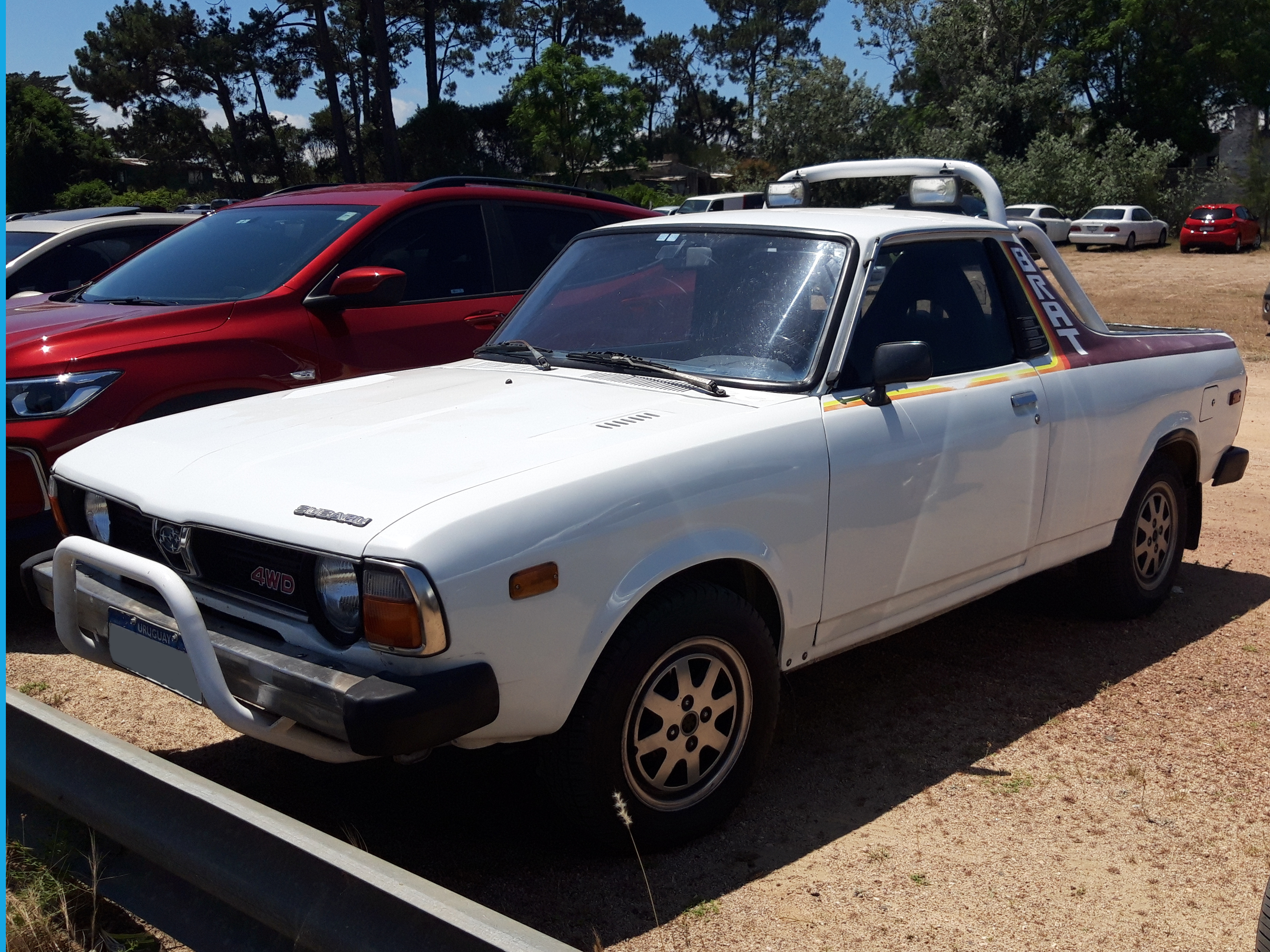
BRAT mit Schutz- und Überrollbügel

## Zweite Generation (1982–1994)
Die zweite Generation des Subaru BRAT erschien 1982. Er basierte auf der zweiten Generation des Subaru Leone und entsprach diesem nun auch wieder optisch. Die „Jump Seats“ auf der Ladefläche blieben bis zum Modelljahr 1985 in Amerika erhalten. Ab 1987 wurde er nicht mehr nach Nordamerika importiert. In Australien und Neuseeland war er auch als Subaru Brumby und in Großbritannien als MV Pickup / Shifter bekannt. Die Importe nach Europa, Australien (ab 1978) und Neuseeland wurden bis Februar 1994 fortgesetzt. In Japan wurde der BRAT nicht offiziell verkauft, wurde aber ein beliebter Grauimport (bzw. Reimport). Subaru zog nie in Erwägung, den BRAT auf seinem Heimatmarkt zu vermarkten, da die Nachfrage nach Pickups seit Ende der 1970er Jahre zurückging. Die sinkende Nachfrage war darauf zurückzuführen, dass die japanischen Kunden zu dieser Zeit auf Kombis umstiegen.
1994 wurde die Produktion eingestellt.

### Technik
Die Modelle der zweiten Generation hatten nun einen 1,8-Liter-Motor (EA-81) mit 74 PS (56 kW) und einem maximalen Drehmoment von 127 Nm. Die Modelle von 1983 und 1984 konnten optional mit einem 94 PS (70 kW) starken Turbomotor erworben werden. Alle Modelle waren serienmäßig mit einem Schaltgetriebe ausgestattet, während für die BRAT-Modelle mit Turbolader auch ein 3-Gang-Automatikgetriebe erhältlich war.

### Versionen
Für die zweite Generation des BRAT gab es auch eine Version mit Targa-Dach (T-Tops). Sie verfügte über weitere Merkmale, wie etwa eine gefederte versteckte Tür für einen seitlichen Einstieg in die Ladefläche und ein unter der Motorhaube montiertes Reserverad.

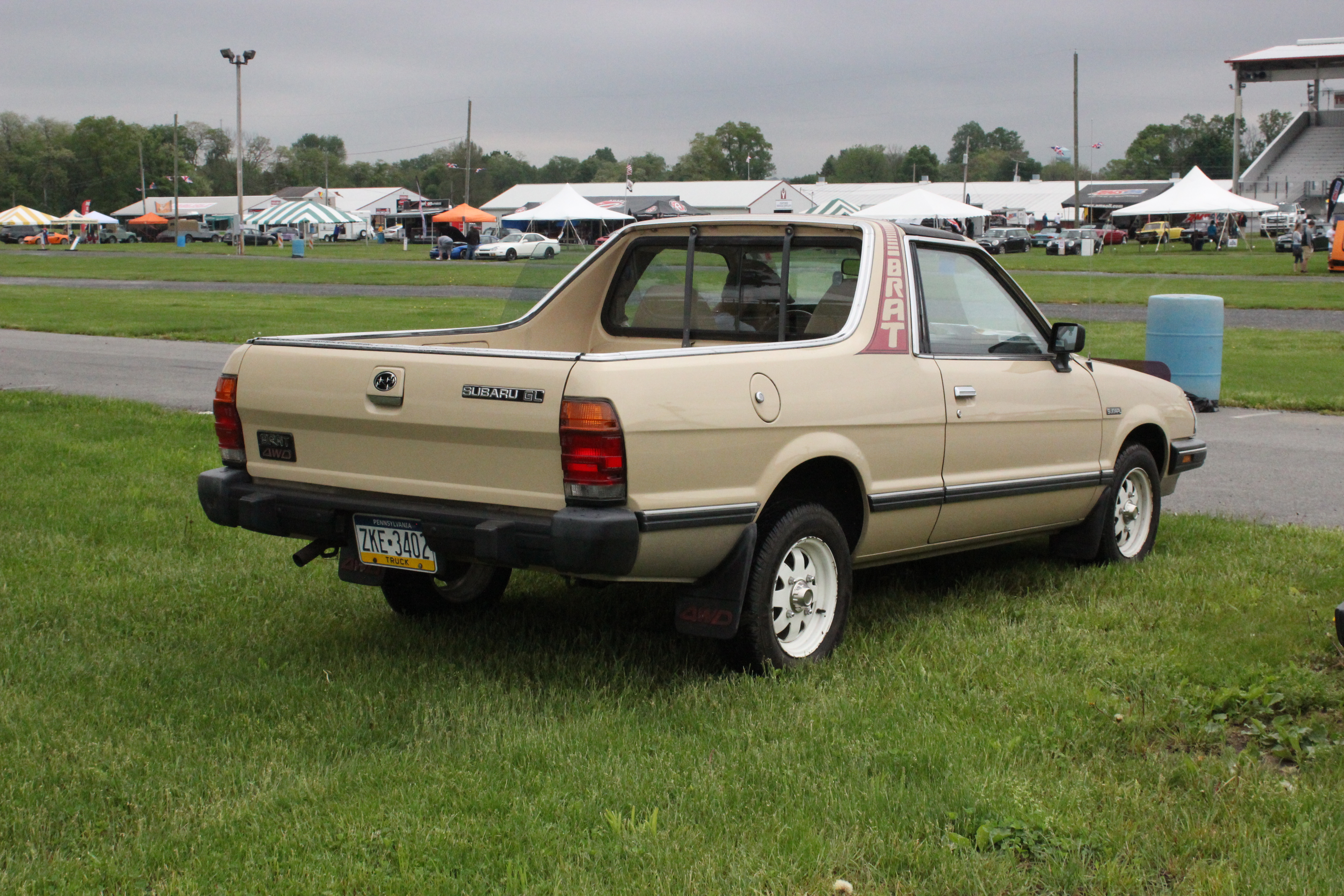
Heckansicht
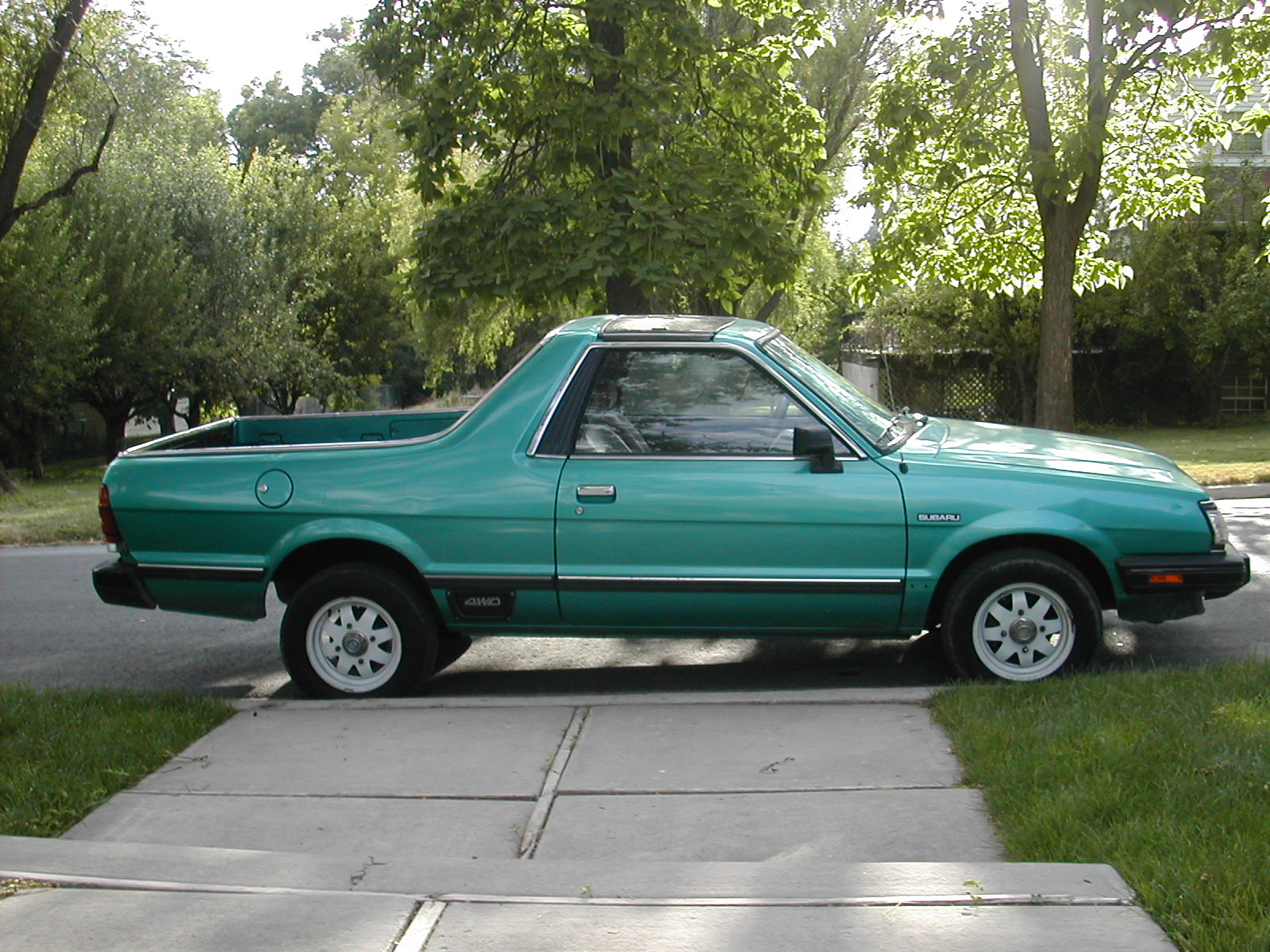
BRAT mit Targa-Tops
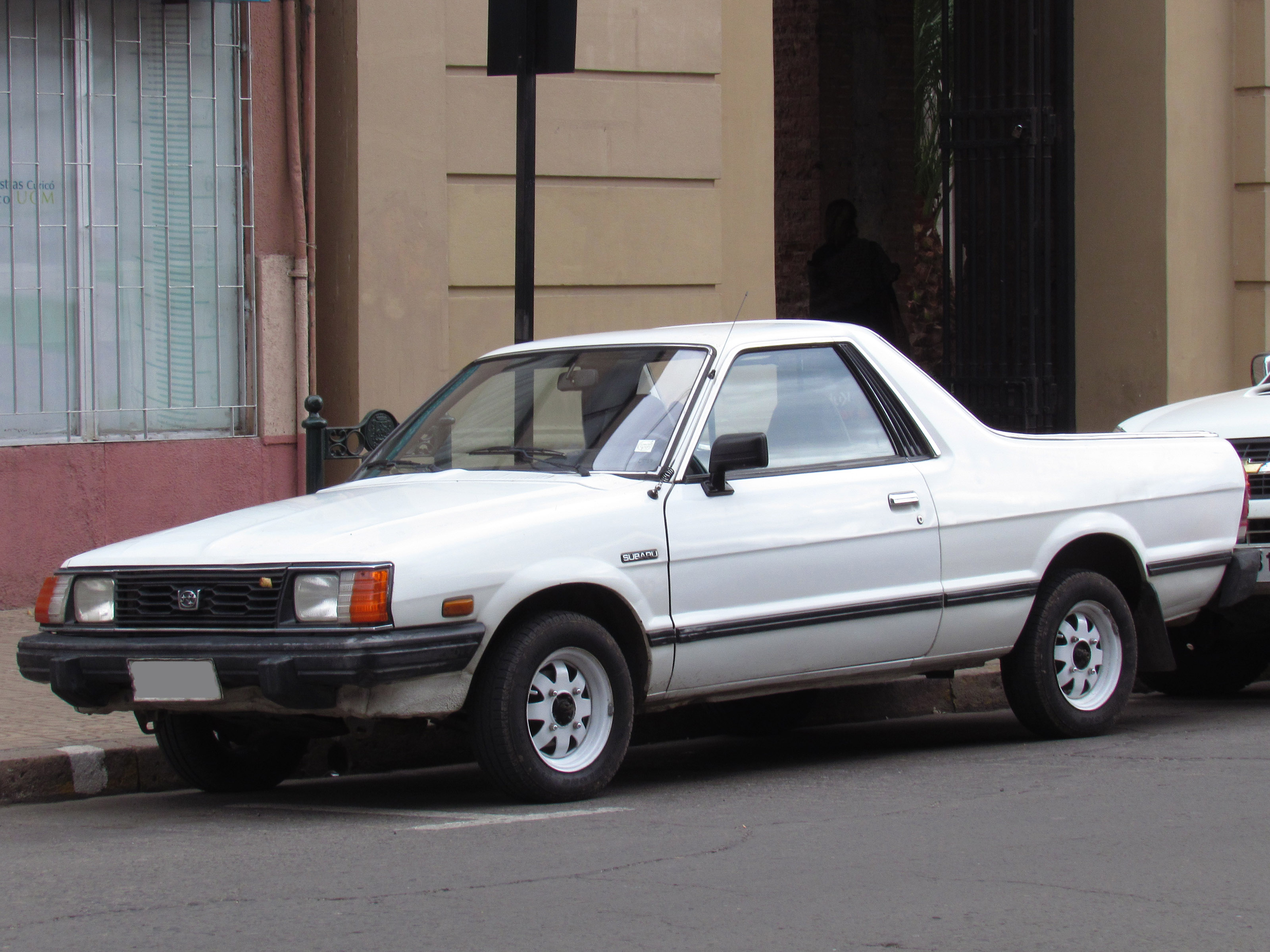
Subaru MV Pickup
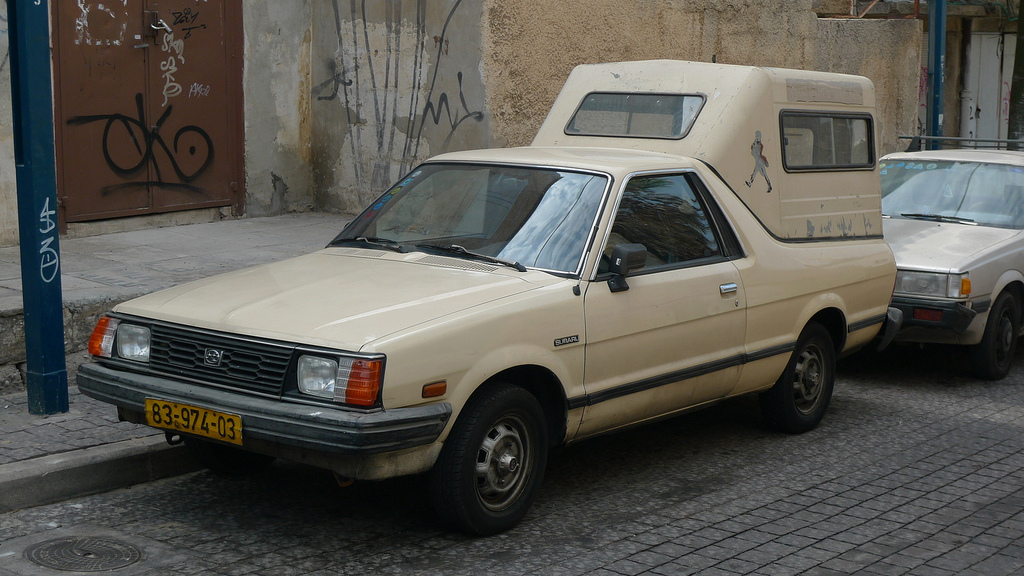
Mit Ladeflächenaufbau